# Горній Бителич
Горній Бителич (хорв. Gornji Bitelić) — населений пункт у Хорватії, у Сплітсько-Далматинській жупанії у складі громади Хрваце.

## Населення
Населення за даними перепису 2011 року становило 192 осіб.
Динаміка чисельності населення поселення:

## Клімат
Середня річна температура становить 11,36 °C, середня максимальна – 26,47 °C, а середня мінімальна – -3,76 °C. Середня річна кількість опадів – 981 мм.
| Клімат поселення                              | Клімат поселення | Клімат поселення | Клімат поселення | Клімат поселення | Клімат поселення | Клімат поселення | Клімат поселення | Клімат поселення | Клімат поселення | Клімат поселення | Клімат поселення | Клімат поселення | Клімат поселення |
| Показник                                      | Січ.             | Лют.             | Бер.             | Квіт.            | Трав.            | Черв.            | Лип.             | Серп.            | Вер.             | Жовт.            | Лист.            | Груд.            |                  |
| Середній максимум, °C                         | 8,46             | 8,96             | 12,20            | 16,06            | 20,81            | 24,62            | 26,47            | 26,29            | 21,60            | 16,94            | 11,78            | 8,96             |                  |
| Середня температура, °C                       | 2,34             | 2,85             | 6,08             | 9,94             | 14,70            | 18,51            | 21,44            | 21,27            | 16,57            | 11,91            | 6,76             | 3,94             |                  |
| Середній мінімум, °C                          | −3,76            | −3,26            | −0,02            | 3,83             | 8,60             | 12,38            | 16,43            | 16,25            | 11,55            | 6,88             | 1,74             | −1,08            |                  |
| Норма опадів, мм                              | 77               | 70               | 76               | 83               | 70               | 72               | 50               | 61               | 88               | 107              | 124              | 103              |                  |
| Середньомісячна швидкість вітру, м/с          | 1.99             | 2.30             | 2.50             | 2.43             | 2.20             | 1.91             | 1.91             | 1.79             | 1.94             | 1.98             | 2.28             | 2.30             |                  |
| Середньомісячна сонячна радіація, кДж/м²·день | 5298             | 7982             | 11666            | 16050            | 19776            | 22360            | 24100            | 21123            | 15688            | 10259            | 5816             | 4476             |                  |
| --------------------------------------------- | ---------------- | ---------------- | ---------------- | ---------------- | ---------------- | ---------------- | ---------------- | ---------------- | ---------------- | ---------------- | ---------------- | ---------------- | ---------------- |
| Джерело:                                      |                  |                  |                  |                  |                  |                  |                  |                  |                  |                  |                  |                  |                  |